# Cavaillon (kommun)
Cavaillon är en kommun i Haiti.   Den ligger i departementet Sud, i den sydvästra delen av landet, 140 km väster om huvudstaden Port-au-Prince.